# 1933 na Alemanha
Esta é uma cronologia dos fatos acontecimentos de ano 1933 na Alemanha.

## Eventos
- 30 de janeiro: Presidente Paul von Hindenburg nomeia Adolf Hitler como o Chanceler da Alemanha.
- 1 de fevereiro: O Reichstag é dissolvido pelo mando de Adolf Hitler.
- 27 de fevereiro: Um incêndio de origem criminosa destrói a parte central  do Palácio do Reichstag.[1]
- 23 de março: É promulgada a Lei de Concessão de Plenos Poderes, também conhecido como Lei Habilitante (Ermächtigungsgesetz), que acaba com a democracia alemã e dá efetivos poderes de ditador a Hitler.
- 26 de abril: Hermann Goering funda a polícia política nazi, a Gestapo.
- 10 de maio: Os estudantes alemães organizam a queima de livros de autores judeus, iniciando a Bücherverbrennung.
- 14 de julho: O governo alemão proíbe a formação de partidos. O Partido Nazista é declarado o único partido legal na Alemanha.[2]